# 楊道會
杨道会（1543年—1622年），字惟宗，號貫齋，福建晉江人，祖籍浙江餘杭，明朝政治人物，同進士出身。

## 生平
經筵講官楊道賓從兄。嘉靖四十三年（1564年）甲子科福建鄉試第六十一名舉人。隆慶二年（1568年）登進士。授黄岩縣知縣，擢南京户部主事，改工部都水司主事，榷木南关，张居正柄国，令伺南方人情向背以告，道会至关，报视事日期而已。居正病，部尚书咸出金为祷，道会自削其名，其论高之。出知台州府，倭寇突至，民奔入城，道会曰：倭来必登岸，未登岸何患也！授兵登陴坐镇之，倭遁去。后升任广西按察副使，平府江岑溪猺，俱有功，丁艰归。二十二年十一月起复原官，提督学政，升湖广右参政，二十九年升湖廣按察使，历左右布政使，三十八年乞休致仕归。著有《诗礼二抄》、《周礼详节》、《四书商求》等。

## 家族
曾祖楊江、祖父楊仲夏、父親楊敦默。母陳氏。具庆下。